# Walenty Milenuszkin
Walenty Zygmunt Milenuszkin (ur. 22 marca 1921 w Radomiu, zm. 12 listopada 1989) – polski kapitan żeglugi wielkiej, pisarz, poseł na Sejm PRL IX kadencji, działacz Patriotycznego Ruchu Odrodzenia Narodowego.

## Życiorys
Wychowanek Państwowej Szkoły Morskiej w Gdyni (w 1937 rozpoczął studia na jej Wydziale Nawigacyjnym), Szkoły Morskiej w Southampton i Szkoły Podchorążych Rezerwy Marynarki Wojennej w Bickleigh. Posiadał wykształcenie wyższe niepełne. Od 1940 służył na statkach Polskiej Marynarki Wojennej. Uczestniczył w Bitwie o Atlantyk, w inwazji w Afryce Północnej, a także w walkach na Morzu Śródziemnym. 5 stycznia 1945 został mianowany na stopień podporucznika marynarki rezerwy ze starszeństwem z 4 stycznia 1945 i 3. lokatą w korpusie morskim.
W 1946 został zdemobilizowany i jako oficer wrócił na „Darze Pomorza”. Był wykładowcą w PSM. Od 1950 do 1956 na statkach Polskich Linii Oceanicznych pływał jako kapitan. Od 1956 do 1969 pełnił służbę kapitana-pilota na Kanale Sueskim. Nakładem Wydawnictwa Morskiego w 1964 wydał książkę Wybierać kotwicę, a w 1969 książkę Kapitanowie na piasku osadzoną w realiach konfliktu w rejonie Kanału Sueskiego w 1956. Był autorem także kilku innych książek. Później w Polskim Rejestrze Statków był rzeczoznawczą technicznym. Pracował też w Chipolbroku, a w latach 70. został delegatem ministra handlu zagranicznego i gospodarki morskiej przy Odwoławczej Izbie Morskiej. Od 1978 był głównym nawigatorem w Polskiej Żeglugi Bałtyckiej w Kołobrzegu.
W grudniu 1982 był wśród inicjatorów powołania Patriotycznego Ruchu Odrodzenia Narodowego, zasiadając w prezydium Tymczasowej Rady Krajowej tej organizacji. Był także przewodniczącym Rady Wojewódzkiej PRON w Gdańsku, a w 1983 członkiem Rady Krajowej PRON. W 1985 uzyskał mandat posła na Sejm PRL IX kadencji z okręgu Gdańsk, był posłem bezpartyjnym. Zasiadał w Komisji Skarg i Wniosków, Komisji Współpracy Gospodarczej z Zagranicą oraz w Komisji Transportu, Żeglugi i Łączności.
Pochowany na cmentarzu komunalnym w Sopocie (kwatera P5-3-4).

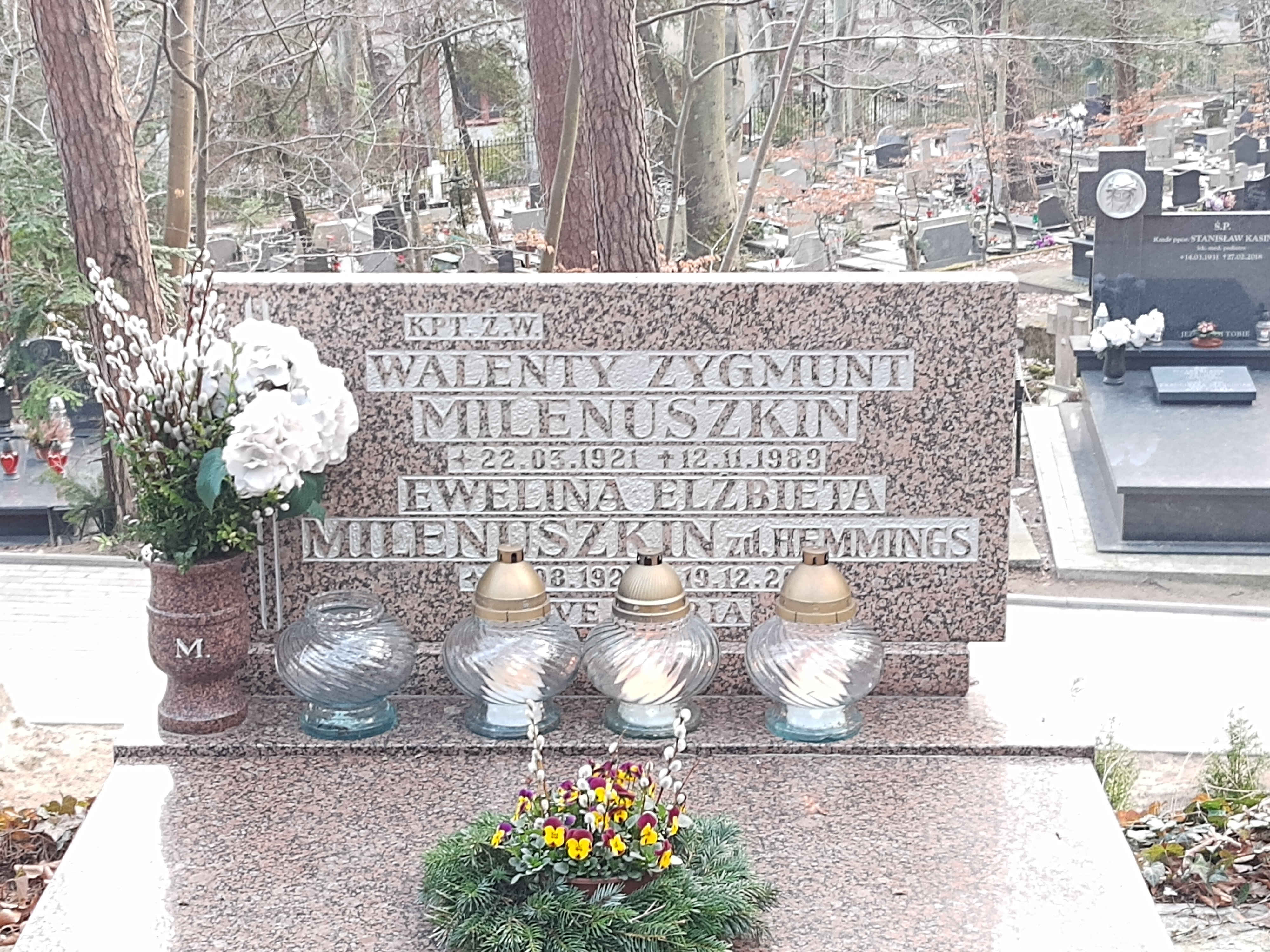
Grób Walentego Milenuszkina na cmentarzu komunalnym w Sopocie

## Odznaczenia
- Medal 40-lecia Polski Ludowej (1984)[5]